# Фредерік Ґардінер
Фредерік Ґолдвін Ґардінер, QC, LL. D (21 січня 1895 , Торонто  — 22 серпня 1983 , Торонто ) — канадський політик від Прогресивно-консервативної партії Канади, юрист і бізнесмен, а від 1953 до 1961 року перший президент Метрополійного Торонто, попередника столичного району Великого Торонто.

## Життєпис
Фредерік Ґардінер народився в 1895 році як один з трьох дітей Девіда і Вікторії Ґардінер. Після початкової школи він відвідував державну старшу школу Parkdale Collegiate Institute з 1909 року. Перший політичний досвід він отримав у 1911 році, допомагаючи батькові, який був членом Консервативної партії, у виборчій кампанії. Ґардінер вступив до Університету Торонто в 1913 році і був призваний офіцером до Королівського льотного корпусу в часі Першої світової війни у 1916 році. Через військову службу йому не потрібно було закінчувати четвертий рік навчання, тож він перевівся на юридичний факультет Осґуд-Голл Університету Торонто. У 1920 році він закінчив з відзнакою юридичну освіту, а потім був практикуючим юристом.
Його політична кар'єра почалася в 1934 році, коли консерватори зазнали поразки на виборах у провінції Онтаріо. Того ж року він приєднався до Асоціації консервативних бізнесменів і балотувався в 1935 році на місце депутата міської ради Форест-Гіллу, нині північного району Торонто. У 1940-х роках місто Торонто почало швидко розростатися до своїх нових меж. Це зумовило необхідність планів структурної перебудови міста. Ґардінер був відданим прихильником злиття передмість Торонто з містом, і в 1953 році став президентом нової адмвіністративної структури - Мегаполісу Торонто. Під час свого перебування на посаді він керував кількома містобудівними проектами, такими як будівництво двох міських автомагістралей - Lakeshore Expressway і Don Valley Parkway. Крім того, було розпочато будівництво Торонтського метро з двома лініями Блюр-Денфорт і Університетською. Під час перебування на посаді президента він вважався одним з найвпливовіших та рішучих політиків міста Торонто. Тодішній мер Нейтан Філіпс описав його як дуже наполегливого, коли він був у чомусь переконаний.
Після перебування на посаді президента Метрополії Торонто, у січні 1962 року він повернувся до адвокатської практики. За відсутності достатньої кількості судових справ він перейшов у бізнес і став директором Toronto-Dominion Bank. На той час він був його найбільшим власником із 100 000 акцій. Він також входив до ради одинадцятьох інших компаній. Ще він обіймав низку державних посад і був, серед іншого, комісаром енергетичної компанії Торонто, членом Ради Йоркського університету та віце-президентом Канадської національної виставки. У 1960-х роках його здоров'я погіршилося, і в 1971 році йому імплантували штучний кульшовий суглоб.
Фредерік Ґардінер помер у віці 88 років 22 серпня 1983 року і був похований на кладовищі Маунт-Плезент у Торонто.
Від жовтня 1921 року Ґардінер був одружений з Одрі Сімен і мав від неї двох дітей.
На його честь була перейменована Lakeshore Expressway, спорудженням якої керував Ґардінер, на Gardiner Expressway.

## Вебпосилання
- Fred Gardiner (ref-en, fr) In: The Canadian Encyclopedia.